# Palais des rois de Majorque
Datant du dernier tiers du XIIIe siècle, le palais des rois de Majorque est édifié à Perpignan pour accueillir la cour du royaume de Majorque. Fruit de la volonté du roi Jacques II de Majorque de disposer d'une résidence digne de ce nom, il est l'un des premiers palais forteresses d'Occident précédant de plusieurs décennies le palais des papes d'Avignon, le château de Vincennes ou encore celui de Karlštejn en Bohème.

## Histoire

Le palais des rois de Majorque et ses jardins (en couleurs) au sein de la citadelle gérée par le ministère des Armées (2001)

(en construction)

### Un palais né d'un partage
La naissance du château royal de Perpignan est intimement liée à la querelle de famille née du partage de l’héritage du roi Jacques Ier d'Aragon qui déchire la maison de Barcelone du dernier quart du XIIIe siècle à la fin du XIVe siècle.
Le 21 août 1262, Jacques Ier d'Aragon règle sa succession. Il lègue à son fils aîné Pierre le royaume d’Aragon proprement dit autour de Saragosse, le royaume de Valence et la principauté de Catalogne. À son fils cadet, Jacques, il donne le royaume de Majorque, c’est-à-dire les îles Baléares (sauf Minorque sous domination arabe), le comté de Roussillon, le comté de Cerdagne et la seigneurie de Montpellier avec ses dépendances, la baronnie d’Aumelas et la vicomté de Carlat.
Le futur Jacques II de Majorque fixe alors sa résidence à Perpignan. Le vieux château des comtes de Roussillon ne répondant pas à ses besoins, il entreprend la construction d'un nouvel édifice sur un terrain dominant la plaine du Roussillon et situé au sud de la ville à l'intérieur de la nouvelle enceinte : le « Puig del rei » (la colline du roi). Les termes du partage sont confirmés par son testament du 26 août 1273. Malgré quelques précautions visant à éviter l'éclatement de la couronne en cas d'extinction de la branche cadette et en matière législative, les difficultés apparaissent avant même la mort du roi qui s’éteint le 27 juillet 1276.

### Une dynastie éphémère
Les rois Jacques II de Majorque , Sanche de Majorque et Jacques III de Majorque se succèdent à la tête du royaume de Majorque au grand dam des souverains aragonais qui veulent réunifier la couronne. Cette revendication, déjà connue du vivant de Jacques Ier d'Aragon , ressurgit en 1279 lorsque Pierre III d'Aragon impose un serment de vassalité à son frère Jacques II de Majorque. Elle apparaît encore plus évidente six ans plus tard lors de la guerre franco-catalane née des Vêpres siciliennes, les aragonais soutenant cette révolte qui sert leur politique expansionniste en Méditerranée.
Au printemps 1285, le souverain majorquin qui n’a pas oublié l’humiliation de 1279 autorise l’armée du roi de France, Philippe III le Hardi, à traverser le Roussillon pour aller affronter les aragonais. Malheureusement pour lui, l’offensive française tourne court. Battues sur mer et sur terre, décimées par une épidémie, les troupes françaises doivent se replier sur Perpignan où Philippe III le Hardi meurt au mois d’octobre, suivi quelques jours plus tard par Pierre III d'Aragon. Après la mort de ce dernier, les relations entre les royaumes de Majorque et d'Aragon s'apaisent mais cet épisode a de lourdes conséquences pour le royaume. Les îles Baléares sont occupées par les aragonais de 1285 à 1298 et surtout, à la paix d’Anagni signée le 12 juin 1295, Jacques II de Majorque reconnaît définitivement la suzeraineté de son voisin barcelonais.
Malgré le conflit dynastique, cette période constitue l’apogée de Perpignan sinon de toutes les composantes de la couronne. La ville connaît un essor politique, commercial, religieux et artistique inégalé. Au chapitre économique, soulignons le dynamisme de l’industrie textile (drapiers, pareurs...) ainsi que des métiers du cuir et des peaux. La situation géographique du royaume favorise les échanges avec le Languedoc, la Provence, la France et l’Italie du nord d’une part, la Catalogne, le Levant ibérique, l’Andalousie, le Maghreb, la Sicile, l’Italie du sud et le Moyen Orient d’autre part. À Collioure, Majorque et Montpellier se croisent les cargaisons les plus variées tandis que la construction navale se développe.
La vie intellectuelle n’est pas en reste : Université de Montpellier, école de langues orientales et
cartographie à Majorque, penseurs, savants et médecins juifs ou chrétiens à Perpignan et dans tout le
royaume.
La parenthèse majorquine s’achève au milieu du XIVe. Jacques III de Majorque est un piètre
diplomate alors que son cousin, le roi d'Aragon Pierre IV d'Aragon, est un habile tacticien. Bien que son royaume bénéficie du soutien des français depuis toujours, Jacques III de Majorque indispose le roi de France Philippe VI de Valois par un projet de traité avec les Anglais au moment où se dessine la guerre de Cent Ans. Profitant des circonstances, Pierre d'Aragon dit le Cérémonieux reprend possession de Majorque le 22 juin
1343 puis s’empare de Perpignan le 16 juillet 1344. Jacques III tente plusieurs incursions en Cerdagne partir du comté de Foix, notamment en 1347. La dernière tentative pour reprendre sa couronne lui est fatale. Après avoir vendu Montpellier au roi de France pour financer l'invasion des Baléares, il est tué à la bataille de Llucmajor, le 24 octobre 1349. Ses héritiers tenteront en vain de reconstituer la couronne de Majorque. Jacques IV de Majorque, roi nominal, se bat aux côtés des Anglais contre les aragonais en marge de la guerre de Cent Ans. Il meurt en 1375 à Soria, en Aragon, après des années d’une lutte illusoire. Sa sœur Isabel, soutenue par les Français, Isabelle Ire de Majorque, ne renonce qu’après une ultime tentative en Roussillon en 1390.

### Le donjon de la citadelle
À la fin du Moyen Âge, le château royal est transformé en arsenal et, au XVIe siècle, après l'unification des royaumes de la péninsule ibérique, Philippe II d'Espagne ordonne la construction d'une citadelle pour renforcer la place forte de Perpignan qui contrôle la frontière avec le royaume de France. Bastionnée en forme d'étoile à six branches, la citadelle de Perpignan enveloppe toujours aujourd'hui le palais médiéval.
À la signature du traité des Pyrénées, le Roussillon est rattaché au royaume de France. Demeurant éloigné des champs de bataille, les remparts se couvrent de jardins et le vieux palais désigné sous l'appellation « donjon de la citadelle » héberge l'État-Major de la garnison. Néanmoins, grâce à quelques érudits opiniâtres, il est inscrit en 1875 sur la liste des monuments historiques. Un mouvement en faveur de sa restauration voit alors le jour tandis que la démolition des remparts de la ville épargne la citadelle.

### La renaissance du monument
En 1913, l'« ancien palais des rois de Majorque et d'Aragon sis dans l'enceinte de la citadelle [...] et la porte de 1577 qui donne entrée dans la citadelle » sont classés au titre des monuments historiques. En 1935, la citadelle est inscrite à son tour. Les premiers travaux de restauration débutent dès la Seconde Guerre mondiale alors que le palais sert d'entrepôt et la citadelle de prison.
En 1956, afin d'ouvrir le site au public, une porte et un grand escalier en pas d'âne sont creusés dans le rempart de la citadelle et, deux ans plus tard, le palais des rois de Majorque devient propriété du conseil départemental des Pyrénées-Orientales qui continue de le restaurer, l'entretenir, l'animer et le valoriser.

## Architecture

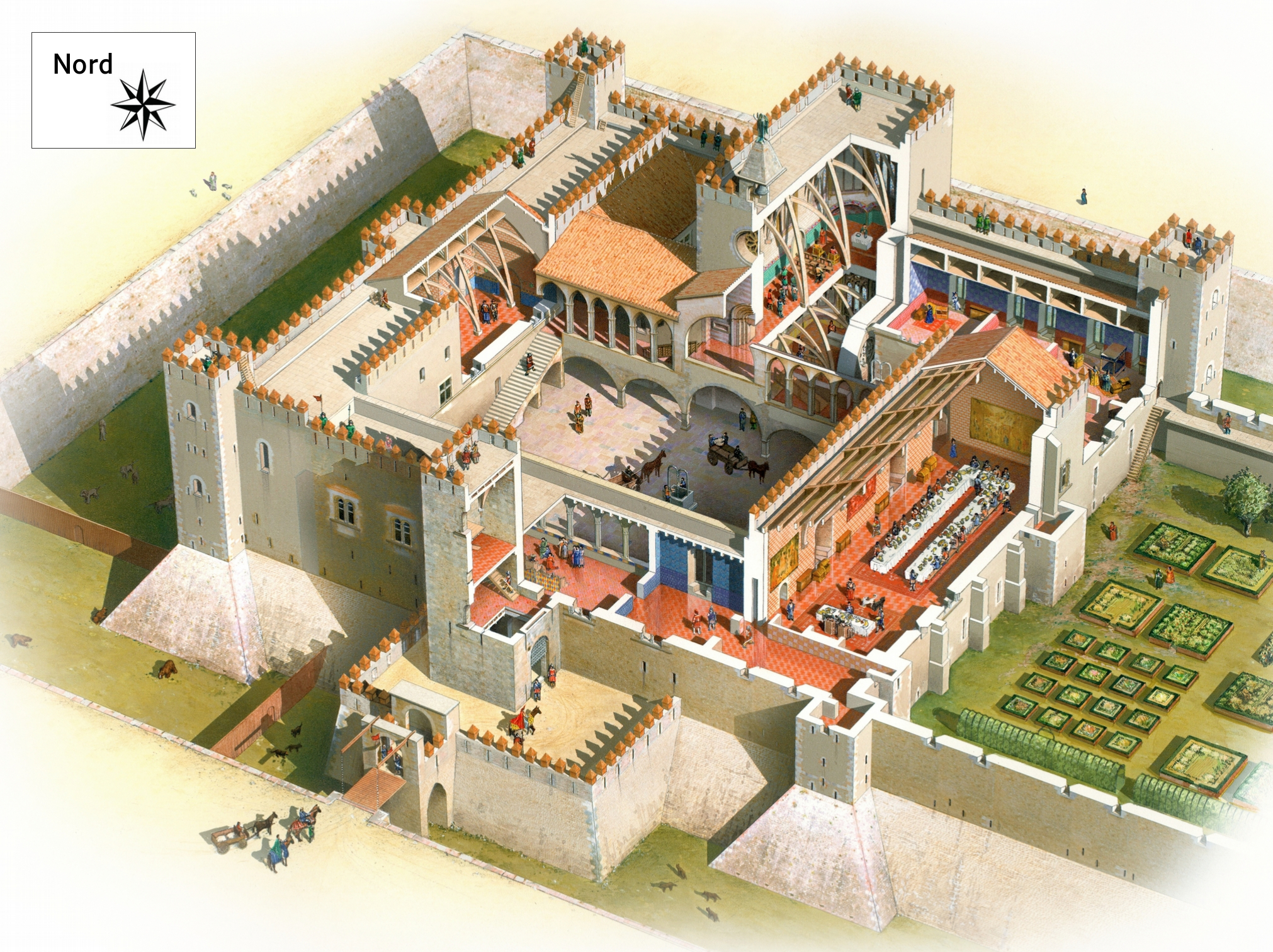
Évocation du palais des rois de Majorque au XIVe s

Le palau del castell de Perpinyà, comme on le nommait alors, forme une enclave fortifiée de plan carré d’environ 60 mètres de côté reliée par deux murs à l’enceinte de la ville dont un tronçon subsiste dans l’actuel jardin. Un fossé précède le rempart percé d’archères à sa base sur toute sa longueur et surmonté d’un chemin de ronde crénelé.
Du côté ouest, un pont de bois, certainement un pont-levis, franchit le fossé pour aboutir à une barbacane. Pour entrer, il faut contourner une tour-porche dite « Tour de l’Hommage » et se présenter face à une porte couverte par un assommoir et protégée par une herse : sept autres tours défendent le palais dont la plus imposante, la « Torre Major », contient les chapelles. Ces ouvrages défensifs s’avèrent surtout dissuasifs. La vocation résidentielle, la fonction administrative et l’aspect ostentatoire ont plus d’importance aux yeux du souverain. Les corps de bâtiment s’organisent autour de trois cours agrémentées de galeries, de balcons et de loggias. On trouve dans chacun d’eux une salle d’apparat.
- à l’ouest: le Palais Blanc, probable salle du trône.
- au nord : la Salle des Timbres où se réunit le conseil.
- à l’est : au cœur des appartements royaux, les chapelles, Sainte-Madeleine en bas, Sainte-Croix en haut.
- au sud : la Salle de Majorque où le roi convoque le parlement, où il rend la justice, où il reçoit.

Peut-être faut-il chercher l’origine de son plan dans les châteaux de Frédéric II de Hohenstaufen au sud de l’Italie et en Sicile ? Ils ont pour points communs le contraste entre l’austérité de l'enceinte et la somptuosité du décor, la structuration rationnelle des espaces et l’expression de la primauté du sacré sur le temporel par la position élevée de la chapelle.
Au carrefour de l'Occident chrétien et de la civilisation musulmane, la résidence royale ouvre le style gothique aux influences méditerranéennes en le parant d’un décor mudéjar. Les principaux éléments d’architecture sont en pierre de taille - loggias, escaliers, portes, fenêtres, chaînages d’angles, tours principales - tandis que les murs sont montés en galets et en briques liés à la chaux. Un enduit dissimule ce modeste assemblage, couvrant partiellement l’encadrement des portes et des fenêtres. On peint un faux appareil à joints blancs ou noirs sur les façades tandis qu’on orne les salles de motifs plus complexes à la polychromie plus riche.
Les chapelles possèdent toutes les caractéristiques du style gothique. Le portail en marbre de la chapelle Sainte-Croix qui présente des caractéristiques communes avec la Sainte-Chapelle construite quelques décennies auparavant est remarquable. Les souverains y entrent par deux portes réservées. Une frise polychrome qui court tout autour de la chapelle reprend l'écriture arabe coufique. On y distingue précisément le mot Allah. Elle s'ajoute à d'autres éléments du décor du palais qui illustrent la rencontre entre la culture occidentale chrétienne et la culture islamique de la péninsule Ibérique, le style mudéjar, fréquente dans les palais majorquins et catalano-aragonais de cette époque.
Sous Louis IX le palais est doté de fortifications extérieures, que complètent les bastions construits sous Charles Quint et Philippe II d'Espagne. En 1680 Vauban perfectionne et achève les fortifications de la citadelle.

## Galerie

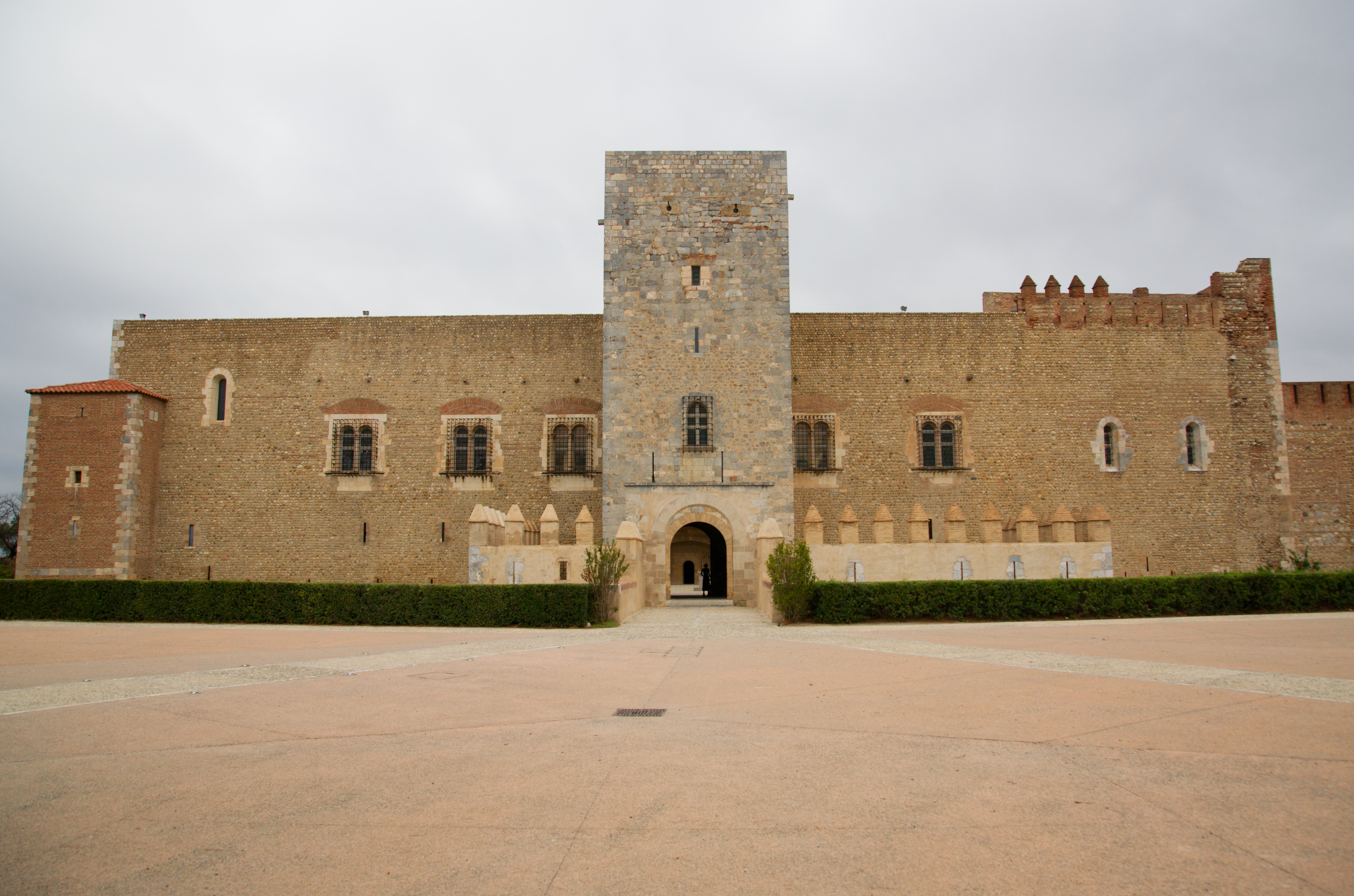
Entrée extérieure
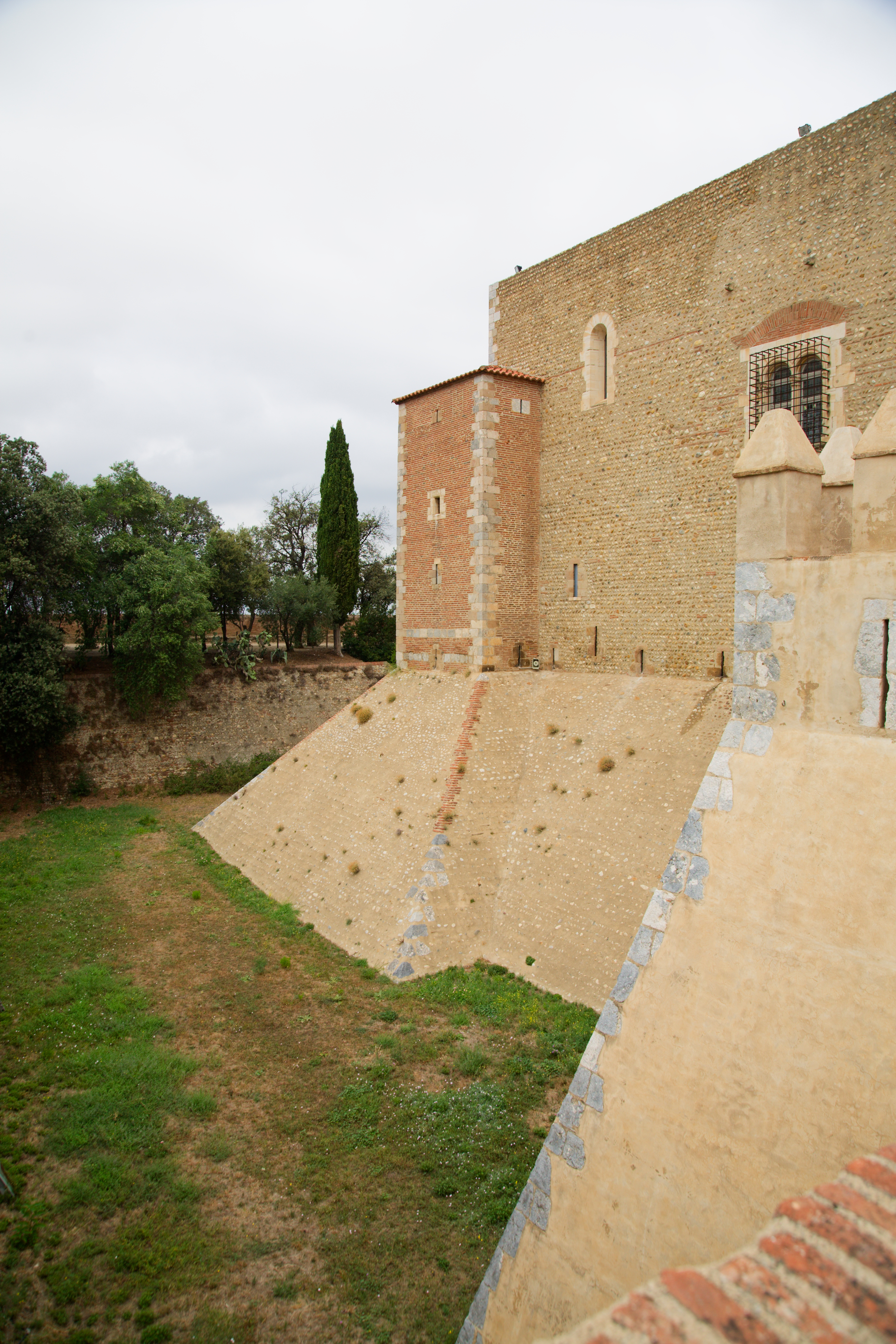
Douve nord vue depuis le pont d'accès
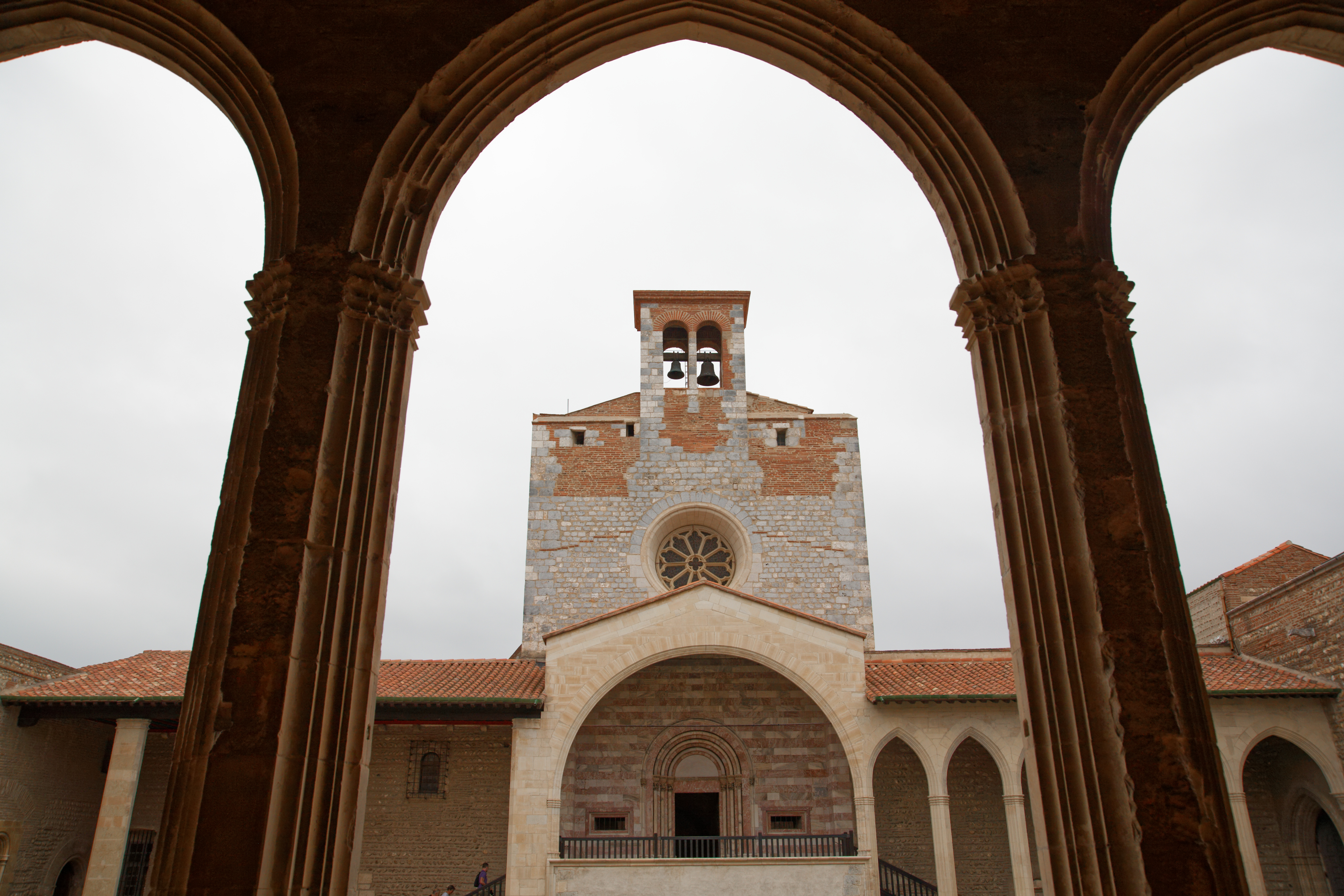
Tour de la chapelle vue depuis la terrasse du premier étage qui lui fait face de l'autre côté de la cour intérieure
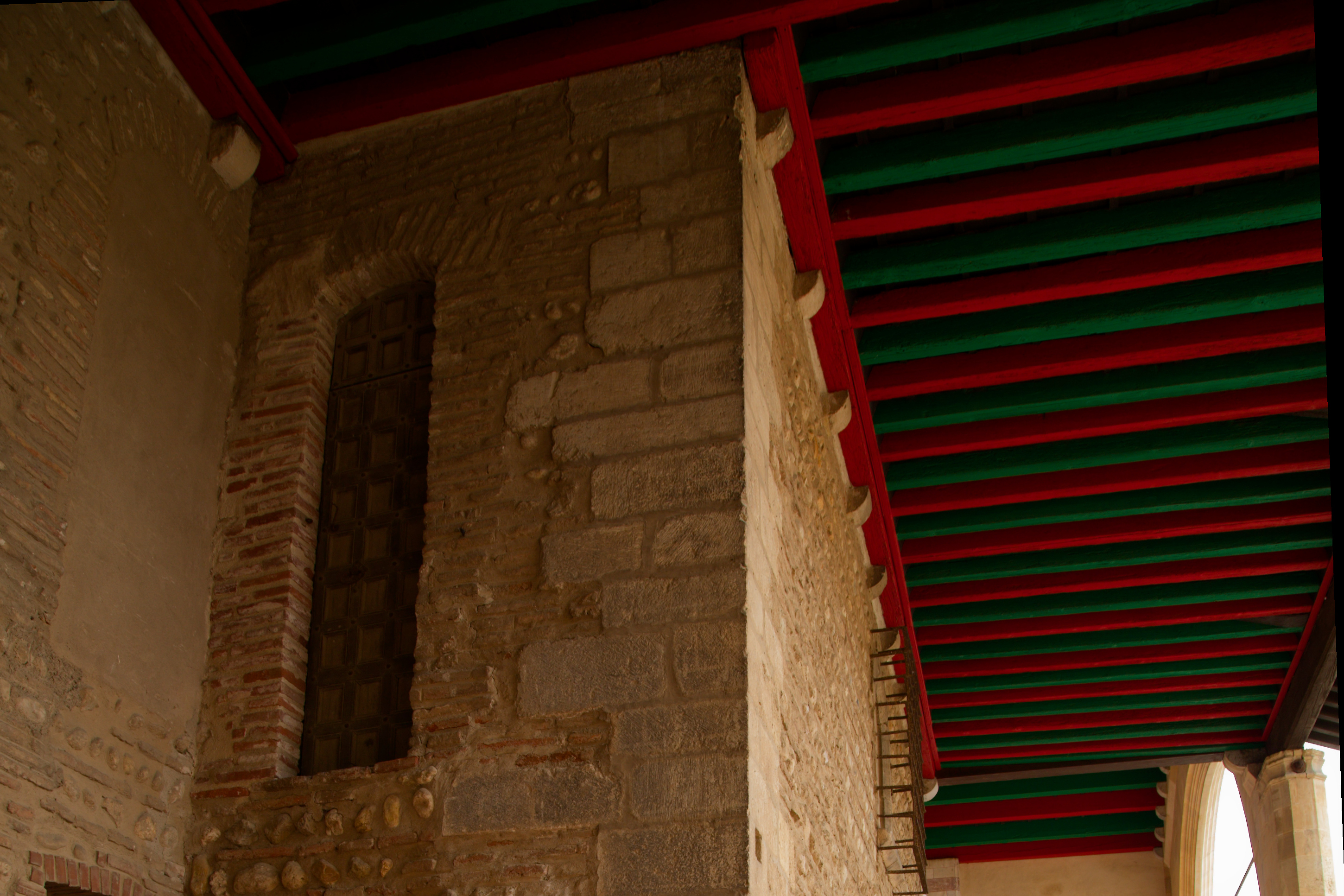
Poutres peinte des galeries de la cour intérieure
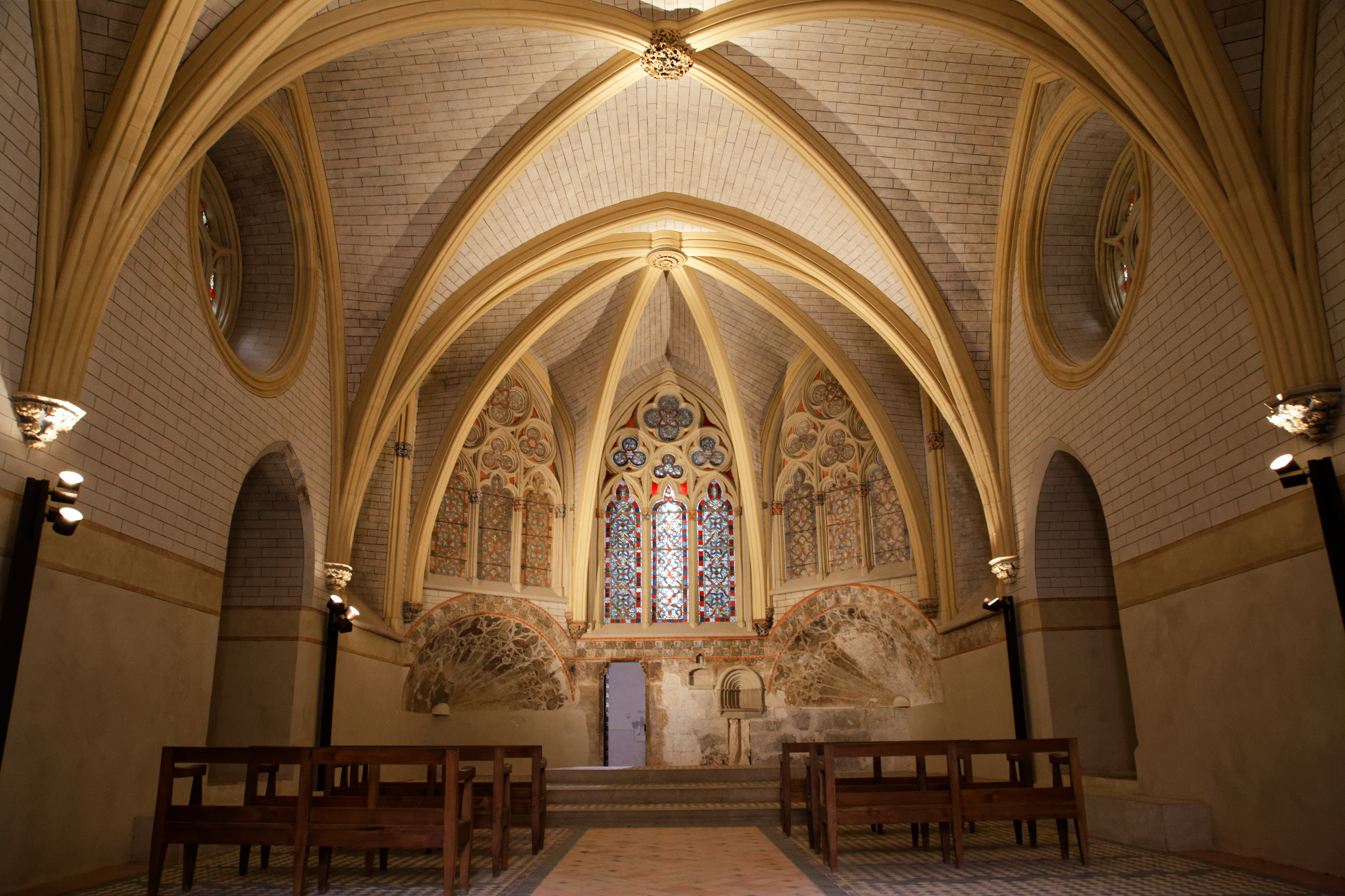
Chapelle du palais
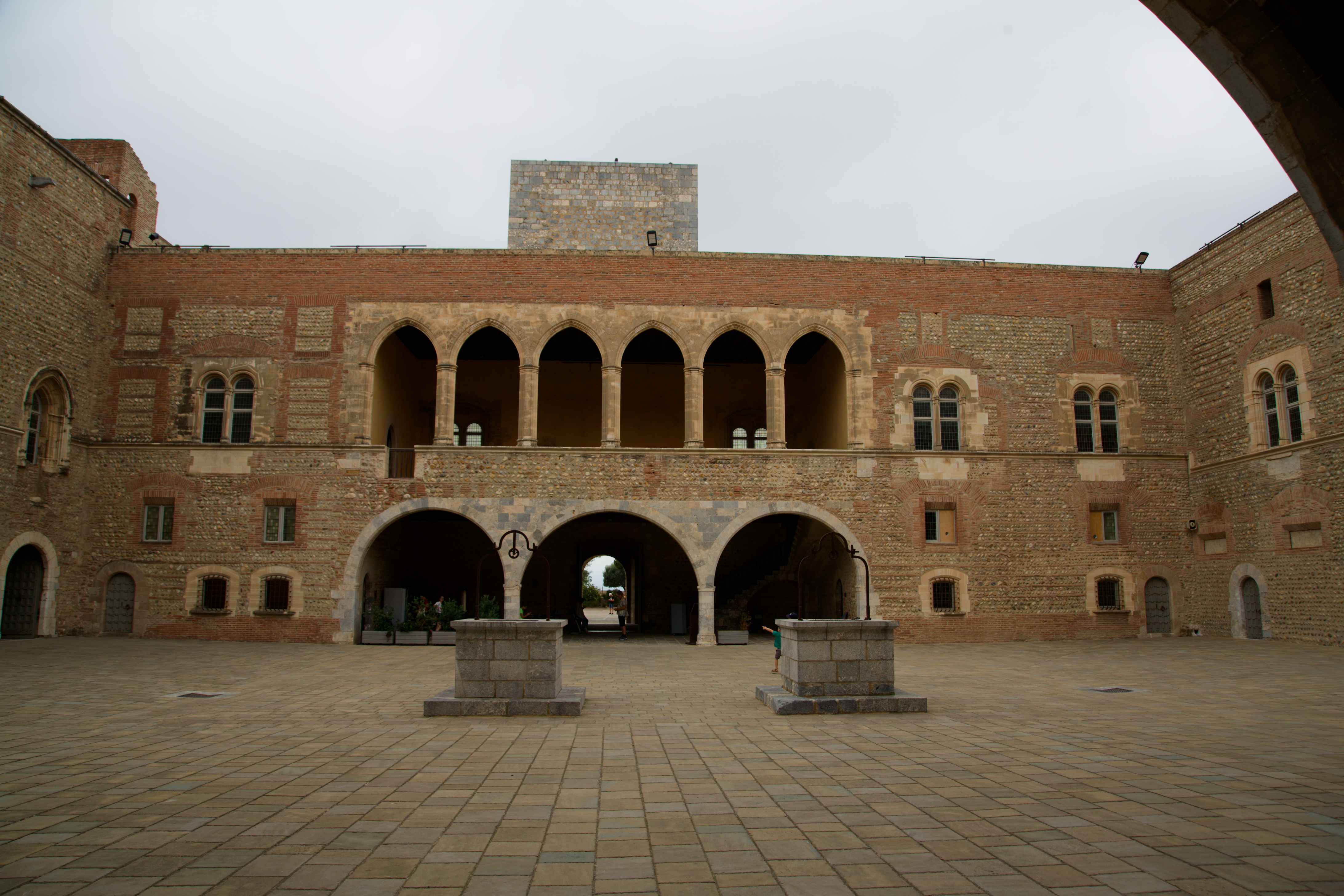
Cour intérieure du palais et ses deux puits centraux
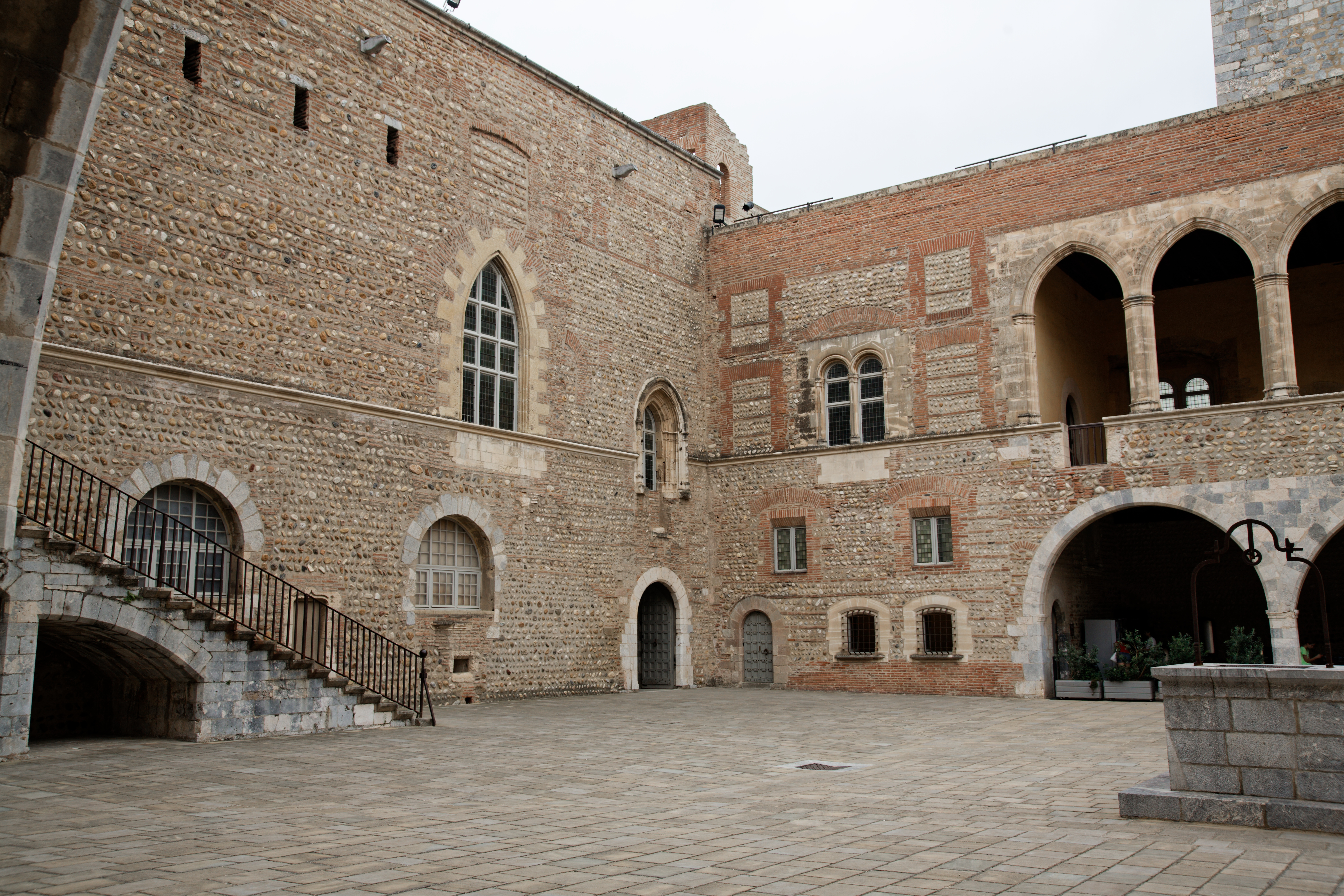
Cour intérieure du palais